# Raphia regalis
Raphia regalis är en enhjärtbladig växtart som beskrevs av Odoardo Beccari. Raphia regalis ingår i släktet Raphia och familjen Arecaceae. Inga underarter finns listade i Catalogue of Life.